# 다취안 타타르족 향
다취안 타타르족 향(중국어 간체: 大泉塔塔尔族乡, 한어병음 : Dàquán tǎtǎ'ěr zú xiāng)은 중화인민공화국 신장 위구르 자치구 창지 후이족 자치주 치타이현이 관할하는 민족향이다. 1989년 7월 25일에 설립된 이곳은 타타르족을 주체로 하는 중국 유일의 민족향이다.

## 역사
1950년 치타이현 7구에 속했다. 1958년 둥완 공사이 설립되었으며 다취안향이 둥완 공사에 속했다. 1983년 둥완 공사는 둥완 향으로 변경되었으며 1989년 7월 25일 둥완 향 산하의 다취안 촌, 둥완 목장 등의 하위 행정구역이 다취안 타타르족 향으로 분리되었다.

## 행정구역
7개의 촌을 관할하고 있다.
农业七村、烧房沟村、黑沟村、大泉湖村、大沟村、马莲滩村和牛毛泉子村。